# دهستان فردوس (رفسنجان)
دهستان فردوس نام دهستانی در بخش فردوس شهرستان رفسنجان، استان کرمان در ایران است. براساس سرشماری مرکز آمار ایران در سال ۱۳۸۵، جمعیت آن ۶۸۸۹ نفر (۱۷۸۵ خانوار) بوده‌است.